# Imperativo (película)
Imarativo (en alemán, Imperativ) es una película dramática germano-polaca de 1982 dirigida por Krzysztof Zanussi.

## Argumento
Augustin es un profesor universitario de 30 años. No cree en la religión. Su única creencia son las matemáticas, a las que dedica todo su tiempo. Entonces, de repente, una serie de preguntas existenciales apremiantes comienzan a surgir en su mente.

## Reparto
- Robert Powell: Augustin
- Brigitte Fossey: Yvonne
- Sigfrit Steiner: el profesor
- Matthias Habich: el teólogo
- Leslie Caron: la madre
- Jan Biczycki: el cura protestane

## Premios y distinciones
Festival Internacional de Cine de Venecia
| Año  | Categoría                              | Resultado |
| ---- | -------------------------------------- | --------- |
| 1982 | León de Plata - Gran Premio del Jurado | Ganador   |
| 1982 | Premio OCIC-Mención honorable          | Ganador   |
| 1982 | Premio Pasinetti - Mejor película      | Ganador   |